# San Francisco de Chiu Chiu
San Francisco de Chiu Chiu, znano kot Chiu Chiu, je mesto v regiji Antofagasta (Čile), 30 km vzhodno od mesta Calama in na nadmorski višini 2525 metrov. Leži  v oazi, ki je bila predšpanskem obdobju močno poseljena s Atacamenci in je bila del inkovske poti. Španci so ga osvojili in pokristjanili in ustanovili trenutno mesto blizu inkovskega in ga imenovali »Atacama La Chica«.
V poznem 19. stoletju so bila okrog vasi prizorišča številnih bitk in spopadov med čilsko vojsko in bolivijskimi gverilci v solitrni vojni.
Kraj ima tudi svojo zanimivo kuhinjo, ki temelji na proizvodih območja (blitva, koruza in korenje med drugimi izdelki). Tipične jedi so patasca (obara, ki temelji na koruzi, krompirju, zelenjavi in mesu), pečena lama in rečna postrv.

## Cerkev
V vasi je zgodovinski spomenik - cerkev svetega Frančiška, najstarejša ohranjena v Čilu , zgrajena leta verjetno 1540. Po župnijskih arhivih je cerkev, ki je bila ustanovljena v mestu, nastala že pred letom 1611, ko je bila že ustanovljen kot taka, saj velja za enega najstarejših, ohranjenih v Čilu. Njena struktura je iz blata in slame in ima lesen strop iz kaktusa in lesa, nosilci so med seboj povezani z usnjenimi jermeni. 
Trenutni tempelj je produkt velikega posega, izvedenega leta 1675 na prvotnem templju, s kvadratnim tlorisnim načrtom in enim stolpom, pritrjenim na obodno steno. 
Na straneh ima fasada dva kamnita zvonika, zgrajena leta 1965, kot del projekta obnovitve arhitekturnega oddelka Ministrstva za javna dela. Postavljena sta bila pri zamenjavi lesenega zidu, zgrajenega konec 19. stoletja, ki je zamenjal prvotnega, ki se je zrušil. Zunanje stopnice, omogočajo dostop do teh zvonikov.
Poleg glavne ladje, dolge 27 m in široke 5 m, je tu še krstilnica in zakristija, ki je pridružena prezbiteriju. Poleg tega je na vzhodni strani še tretji prostor in deluje kot skladišče.
Notranjost je obokana, osvetljena z dvema polkrožnima oknoma, znotraj katerih je mogoče videti kolonialne podobe, pa tudi Kristusov pasijon je naslikan na obeh straneh in Križani Kristus s tečaji na rokah, da ga lahko prevažajo med procesijo.
Cerkev se nahaja znotraj obzidanega zaprtega prostora, v okviru katerega je nekaj grobov. Slogu prvotne cerkve bi ustrezal tistemu, kar se imenuje andski barok. Vendar pa je po izvedenih spremembah sinteza bližje andskemu mestizu.
Patron praznuje vsako leto 4. oktobra.
Cerkev svetega Frančiška v Chiu Chiu je bila leta 1951 razglašena za zgodovinski spomenik; medtem ko je mesto Chiu Chiu leta 2004 razglasilo tipično cono.